# ヒズボラの書記長
ヒズボラの書記長(ヒズボラのしょきちょう)は、レバノンのシーア派イスラム主義組織、ヒズボラの最高指導者である。現職はナイーム・カーセム（2024年10月29日就任）。

## 概要

### 役割
ヒズボラの書記長(または事務総長とも)はヒズボラの最高指導者である。

### 選出
書記長は評議会より選出される。

### 任期
書記長に任期は無いと考えられている。

## 書記長の一覧
| 代 | 名前                           | 画像 | 在任期間              | 在任日数 | 備考                                       | 副書記長           |
| -- | ------------------------------ | ---- | --------------------- | -------- | ------------------------------------------ | ------------------ |
| 1  | スブヒ・アッ＝トゥファイリ     |      | 1989年～1991年        | 2年      |                                            | 空席               |
| 2  | アッバース・アル＝ムーサーウィ |      | 1991年～1992年        | 1年      | 在任中に死去                               | ナイーム・カーセム |
| 3  | ハサン・ナスララ               |      | 1992年～2024年9月27日 | 22年     | 在任中に死去                               | ナイーム・カーセム |
| 4  | ナイーム・カーセム             |      | 2024年10月29日～現職  | 10日     | ナスララの後継者が殺害されたため急遽就任。 | 空席               |